# Craig (Alaska)
Craig – miasto w Stanach Zjednoczonych, położone w południowo-wschodniej części stanu Alaska, w okręgu niezorganizowanym, w obszarze spisowym Prince of Wales – Hyder, założone w 1907 roku. Według danych na rok 2010 miasto liczy 1201 mieszkańców. W roku 2023 liczba mieszkańców spadła do 1041 osób, a gęstość zaludnienia do 42,8 osoby/km².

## Historia
Miasto Craig zostało założone w 1907 roku. Status miasteczka "city" drugiej klasy otrzymało 1 marca 1922 roku, zaś status "city" pierwszej klasy otrzymało w 1973 roku. 

### Nazwa
Miasto Craig swoją nazwę otrzymało na cześć Craiga Millera (nazwisko pisane także "Millar"), który w 1907 roku w towarzystwie lokalnego plemienia Haidów, jako pierwszy w rejonie dzisiejszego miasteczka (na wyspie Fish Egg Island) rozpoczął połowy ryb na dużą skalę. W miejscu, gdzie obecnie znajduje się miasteczko Craig, Craig Miller wybudował fabrykę i chłodnię, która zajmowała się przetwórstwem i pakowaniem ryb. 

### Trzęsienie ziemi 2013
5 stycznia 2013 roku o godzinie 3:58 czasu lokalnego miało miejsce trzęsienie ziemi o sile 7,5 stopnia w skali Richtera. Jego epicentrum miało miejsce około 102 km (63 mile) na zachód od miasta.

## Demografia
Według spisu z 2000 roku w Craig mieszkało 1397 osób prowadzących 523 gospodarstwa domowe, stanowiących 348 rodzin. Gęstość zaludnienia wynosiła wówczas 80,7 osób/km². W mieście zbudowanych było 580 budynków mieszkalnych (średnia gęstość zabudowań mieszkalnych to 33,5 domu/km²). 
Spośród 523 gospodarstw domowych: 
- 41,1% zamieszkują rodziny z dziećmi poniżej 18. roku życia
- 49,9% stanowią małżeństwa mieszkające razem
- 11,5% stanowią kobiety nie posiadające męża
- 33,3% stanowią osoby samotne

25,2% wszystkich gospodarstw domowych składa się z jednej osoby, a 3,8% żyjących samotnie jest w wieku 65 lat lub starszych. Średnia wielkość gospodarstwa domowego wynosi 2,63 osoby, a średnia wielkość rodziny to 3,16 osoby. 
Średni roczny dochód dla gospodarstwa domowego w Craig wynosi 45 298 dolarów, a średni roczny dochód dla rodziny wynosi 52 500 dolarów. Średni roczny dochód mężczyzn to 41 111 dolarów, zaś kobiet to 23 558 dolarów. Dochód roczny na osobę w mieście wynosi 20 176 dolarów. 7,8% rodzin, a zarazem 9,8% ludności żyje poniżej granicy ubóstwa, w tym 13,4% osób w wieku poniżej 18 lat i żadna z osób powyżej 65 roku życia. 

### Wiek mieszkańców
Podział mieszkańców ze względu na wiek:
- <18 − 31,9%
- 18-24 − 7,9%
- 25-44 − 31,8%
- 45-64 − 23,9%
- >65− 4,6%

Średnia wieku mieszkańców: 34 lata. 
Na każde 100 kobiet przypada 119,7 mężczyzn (zaś na 100 kobiet powyżej 18. roku życia przypada 118,3 mężczyzn). 

### Rasa mieszkańców
Podział mieszkańców ze względu na rasę: 
- rasa biała − 67,07%
- rasa czarna lub Afroamerykanie − 0,07%
- rdzenni mieszkańcy Ameryki − 21,69%
- Azjaci − 0,57%
- inna rasa − 0,57%
- ludność dwóch lub więcej ras − 10,02%
- Hiszpanie lub Latynosi − 2,79%

## Geografia
Według danych statystycznych United States Census Bureau miasto zajmuje powierzchnię 24,3 km², z czego 17,3 km² stanowią lądy, a 7 km² (28,81%) to wody.